# Любимов, Александр Николаевич
Александр Николаевич Любимов (25 июня 1926, Нерехта — 30 июня 1998) — советский и российский учёный в области исследования процессов обтекания тел и горения при сверхзвуковом обтекании, доктор технических наук, профессор, дважды лауреат Государственной премии СССР.

## Биография
Родился в семье врача. Мама была учителем биологии. 
Во время Великой Отечественной войны окончил школу авиационных механиков, проходил службу на Дальнем Востоке, участник боевых действий против японской армии. После войны окончил ВВИА им. Жуковского. Работал в ЦНИИ-30 МО СССР. Демобилизован в 1981 году.
В 1961—1969 гг. сотрудничал также в Институте прикладной математики им. Келдыша. 
В 1981—1998 гг. работал в ЦНИИХМ.
Участник разработки образцов ракет и боеприпасов. Автор многих изобретений.
Доктор технических наук (по секретной тематике), профессор.
Похоронен на Востряковском кладбище.